# Laaser Tal

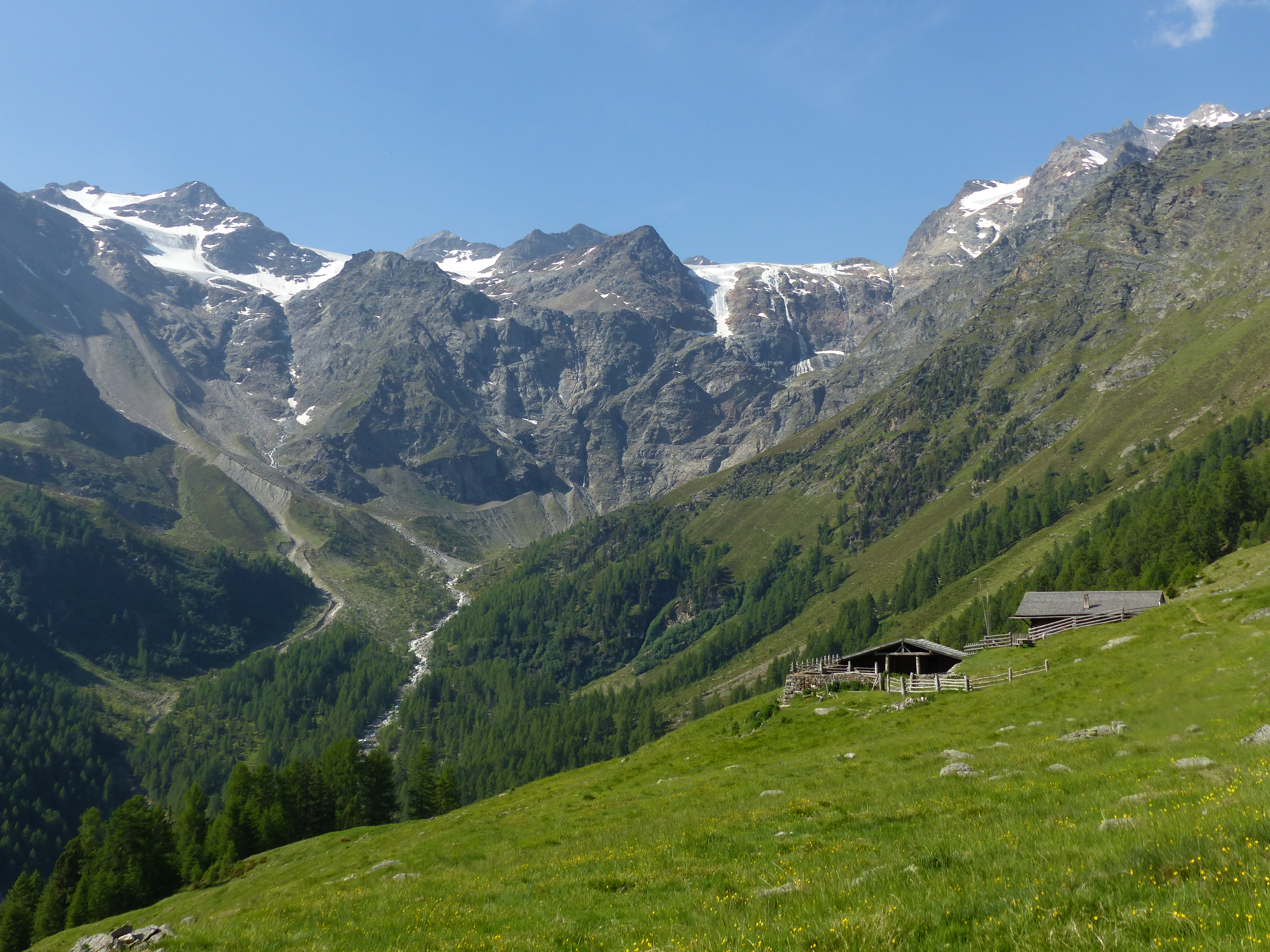
Blick von der Oberen Laaser Alm Richtung Talschluss

Das Laaser Tal ist ein orographisch rechtes Seitental des Vinschgaus bzw. oberen Etschtals in Südtirol (Italien). Es misst in Nord-Süd-Richtung etwa 7 km und gehört administrativ zur Gänze zur Gemeinde Laas. Umgeben ist es von einer Untergruppe der Ortler-Alpen, den Laaser Bergen, von denen eine ganze Reihe mehr als 3000 m hoch aufragen, darunter der Hohe Angelus, die Vertainspitze, die Schildspitze und die Laaser Spitze. Das gesamte Tal ist im Nationalpark Stilfserjoch unter Schutz gestellt und unbewohnt, nur die Obere Laaser Alm stellt einen Stützpunkt für Wanderer und Bergsteiger dar. Entwässert wird es durch den Laaser Bach, der durch den Laaser Ferner gespeist wird und im Vinschger Talboden bei Laas in die Etsch mündet. An den Hängen der Jennwand in der Nähe des Talausgangs wird der durch die Marmorbahn abtransportierte Laaser Marmor abgebaut.